# Kumulus (foguete)

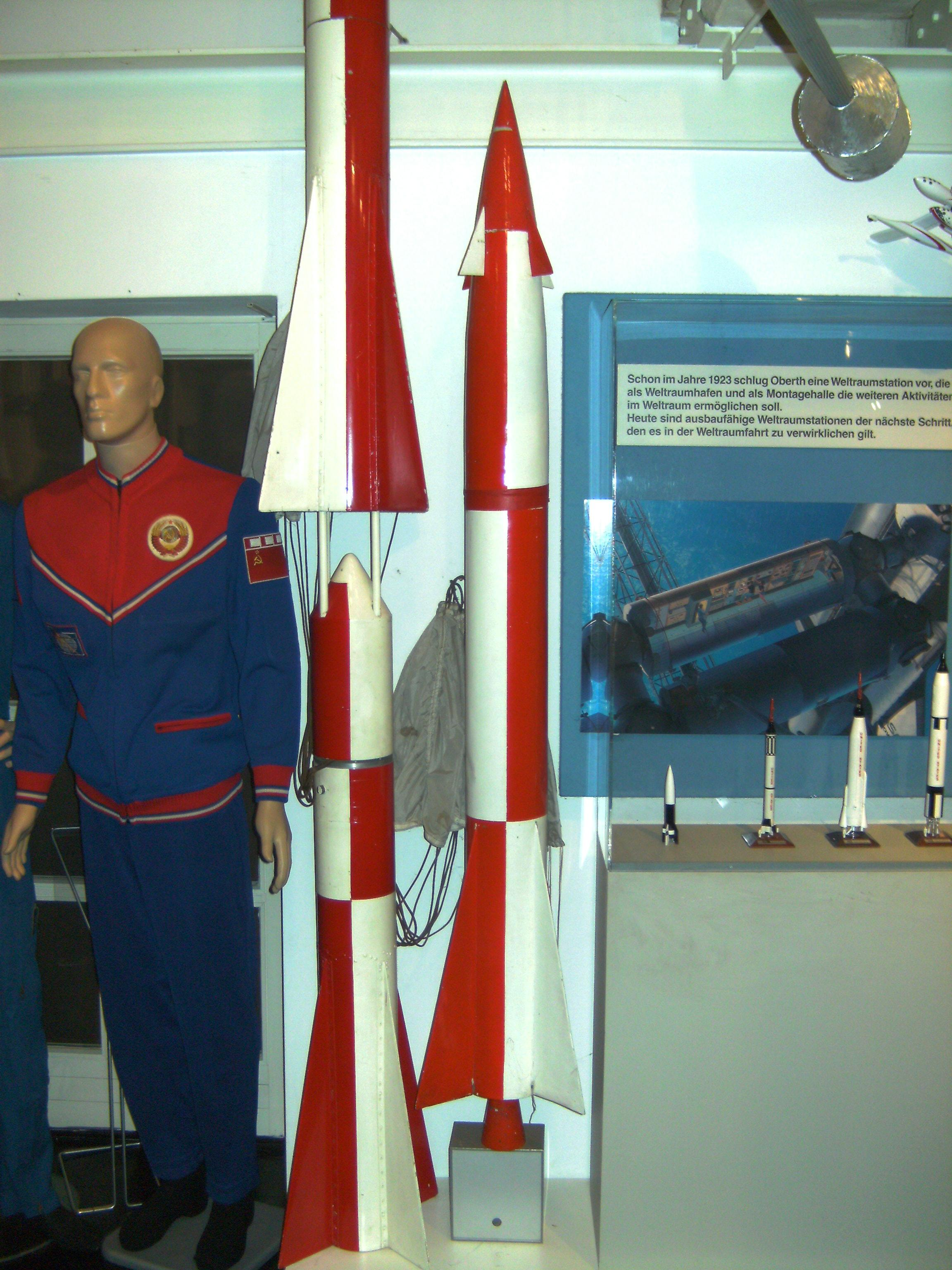
Foguete kumulus exposto no Museu Hermann Oberth Feucht

Kumulus, foi o nome atribuído a um foguete de sondagem, mono estágio, desenvolvido pela
Hermann Oberth Society. Seu primeiro lançamento ocorreu em 20 de dezembro de 1960 perto de Cuxhaven.
Ele era um foguete de apenas um estágio movido a combustível sólido com as seguintes características:
- Altura: 3 m
- Massa total: 30 kg
- Empuxo inicial: 4,98 kN
- Diâmetro: 15 cm
- Carga útil: até 5 kg
- Tempo de combustão: 2 s
- Apogeu: 20 km

Um foguete Kumulus está em exibição no Hermann Oberth Space Travel Museum em Feucht, Alemanha.